# Cimetière national de Crown Hill
Le cimetière national de Crown Hill est un cimetière national des États-Unis situé dans la ville de Indianapolis, dans le comté de Marion, en Indiana. Il est créé en 1866 sur la section 10 du cimetière de Crown Hill, un cimetière privé du côté nord-ouest de la ville. Administré par le département des États-Unis des affaires des anciens combattants, le cimetière national s'étend sur 1,4 acres (0,6 ha) et sert comme un lieu de sépulture pour les soldats de l'Union qui ont combattu lors de la guerre de Sécession.
Indianapolis n'avait pas de cimetière spécifiquement désigné comme un cimetière pour les soldats de l'Union jusqu'à l'établissement du cimetière national à Crown Hill. Les soldats qui sont morts à Indianapolis sont d'abord enterrés dans le cimetière de Greenlawn de la ville. Les restes du premier soldat de l'Union de Greenlawn sont inhumés dans le cimetière national de Crown Hill le 19 octobre 1866. En novembre 1866, les corps de 707 soldats sont déplacés de Greenlawn vers Crown Hill. La première inhumation d'un vétéran de l'Union dans le cimetière national a lieu le 7 octobre 1869. La dernière inhumation d'un vétéran de l'Union dans le cimetière national de Crown Hill a lieu le 16 novembre 1898. Au 31 décembre 1998, le cimetière national contenait 795 inhumations.
Le cimetière national contient des tombes individuelles et des monuments commémoratifs, y compris un monument de pierre qui est consacré le 30 mai 1889. Trois plaques de bronze installées sur les sols du cimetière national ont des vers de « Bivouac of the Dead » de Theodore O'Hara. Une autre plaque est gravée avec le texte de la loi fédérale, approuvée en 1864, qui définit et protège les cimetières nationaux. Le cimetière de Crown Hill, y compris le cimetière militaire, est inscrit sur le Registre national des lieux historiques le 28 février 1973. Une liste distincte pour Crown Hill est ajoutée au registre national le 29 avril 1999. La dernière inhumation d'un vétéran de l'Union dans le cimetière nationale de Crown Hill a lieu le 16 novembre 1898. Le cimetière national de Crown Hill est géré par le cimetière national de Marion.

## Histoire
Indianapolis n'avait pas de cimetière spécifiquement désigné comme un lieu de sépulture pour les soldats de l'Union qui sont morts dans les camps et les hôpitaux près d'Indianapolis jusqu'après la guerre de Sécession. Pendant la guerre, quand la ville sert en tant que plaque tournante du transport et comme un camp pour les troupes de l'Union, les soldats qui meurent à Indianapolis sont d'abord enterrés dans le cimetière de Greenlawn, situé à l'ouest de la ville. Les prisonniers de la Confédération qui meurent dans le camp de Morton, un grand camp de prisonniers de guerre au nord d'Indianapolis, sont également inhumés à Greenlawn. En août 1863, Greenlawn approche de sa pleine capacité avec les victimes de guerre et face à l’empiétement du développement industriel. Pour fournir des terres supplémentaires pour les sépultures, un groupe d'hommes d'affaires locaux constituent un conseil des Corporators (administrateurs) qui crée le cimetière de Crown Hill, le 22 octobre 1863. Le cimetière, qui est une propriété privée, au nord-ouest du centre-ville, est à la limite de l'actuelle trente-huitième rue. En 1866, le gouvernement des États-Unis autorise un cimetière national pour Indianapolis et prend des dispositions pour l'enlèvement des soldats de Greenlawn.
Le cimetière national d'Indianapolis est établi sur un domaine de 1,4 acres (0,6 ha) sur Crown Hill. Le brigadier général James A. Ekin, un représentant du gouvernement fédéral, et Oliver P. Morton, le gouverneur de l'Indiana, sont crédités de la sélection de son emplacement sur la moitié ouest d'une colline en pente. Cette région est également connue comme la section 10. Le conseil des Corporators de Crown Hill fait une première offre pour don de fonds évalués à 15 000 $ pour le cimetière, mais Ekin n'a pas le pouvoir pour l'achat du site. Dans l'accord final le terrain est acheté pour 5 000 $, avec l'accord que propriété de Crown Hill ornera les parcelles d'enterrement.
En quelques mois, les corps de soldats de l'Union qui sont enterrés à Greenlawn sont déplacés dans le cimetière national. Le 19 octobre 1866, les restes de Matthew Quigley, un ancien membre de la compagnie A, du treizième régiment, devient le premier de plusieurs centaines de soldats de l'Union de Greenlawn à être enterré à Crown Hill. En novembre 1866, les corps de 707 soldats ont été déplacés de Greenlawn vers Crown Hill et enterré dans des cercueils réglementaires mesurant 7 pieds (2,13 m) par 20 pouces (0,51 m) par 17 pouces (0,43 m) et espacés de 2 pieds (0,61 m). Tous les soldats de la guerre de Sécession enterrés au cimetière national de Crow Hills ne sont pas originaire de l'Indiana. Le cimetière national contient également les restes de trente-six inconnus.
Le 30 mai 1868, Crown Hill, avec le cimetière national d'Arlington et 182 autres dans les vingt-sept états, prend part aux premières cérémonies de la journée de commémoration des États-Unis. Un public estimé à 10 000 personnes participe aux célébrations à Crown Hill, qui commence une tradition annuelle qui se poursuit au cours du vingt et unième siècle.
Le 7 octobre 1869, John F. Wilson, un ancien soldat dans la compagnie E, du 70th Indiana Infantry, devient le premier vétéran de l'Union de la guerre de Sécession à être enterré dans le cimetière national. Quatre-vingt-cinq autres sont enterrés dans les autres parcelles de la section 10. Le dernier enterrement d'un soldat de la guerre de Sécession dans le cimetière national a lieu le 16 novembre 1898, lorsque John H. Tull, un ancien soldat dans la compagnie D, du 72nd Indiana Infantry, est enterré dans la section 10.
En 1889, le gouvernement fédéral demande une extension du terrain du cimetière national pour les sépultures des vétérans. Le conseil de Crown Hill suggère une section adjacente au sud-ouest de la section 10, mais le gouvernement ne prend aucune mesure de l'acquérir. Le 27 juin 1899, le conseil de crown Hill adopte une résolution qui a permet aux membres des postes de la grande armée de la république à Indianapolis, qui ont servi dans l'armée ou la marine à être enterrés à la section 9, jouxtant le cimetière national. Le corps du brigadier général Edward Richard Sprigg Canby, repose sur une place d'honneur dans le lot 1 de la section 9. Parmi les autres vétérans de la guerre de Sécession enterrés à proximité des morts de l'Union dans le cimetière national, on retrouve le général de l'Union de Jefferson C. Davis, enterré dans le lot 1 de la section 29, et le brigadier général Abel Streight, enterré dans le lot 72 de la section 29.
Le 27 octobre 1969, le commandant Robert W. Hayes du 774th Tactical Airlift, est tué lorsque son avion explose au-dessus de Chu Lai, dans ce qui est alors le sud du Viêt Nam. Il est inhumé dans la section 10, la dernière inhumation dans le cimetière national de Crown Hill. Le 31 décembre 1998, le cimetière national comprend 795 sépultures. Le cimetière de Crown Hill, y compris le cimetière national, est inscrit sur le Registre national des lieux historiques le 28 février 1973. Le cimetière national, qui est répertorié séparément, est ajouté au registre national le 29 avril 1999.

## Sépultures des soldats confédérés
En plus des soldats de l'Union qui sont enterrés dans le cimetière national, Crown Hill est également un lieu de sépulture pour les prisonniers de guerre confédérés qui sont morts au camp Morton, un grand camp situé au nord d'Indianapolis. En 1931, le développement industriel autour du cimetière de Greenlawn nécessite le déplacement des corps des prisonniers confédérés à Crown Hill, où ils sont enterrés dans une fosse commune, connue comme la butte confédérée dans la section 32 de la Crown Hill,. En 1993, un mémorial confédéré, avec une dizaine de plaques de bronze portant le nom de 1 616 soldats et marins confédérés qui sont morts dans le camp Morton, est érigé pour marquer la tombe

## Œuvres
Il existe de nombreuses œuvres d'art sur la propriété, dont certaines sont autonomes, mais la plupart sont associées à des tombes.
Le cimetière national, contient quelques monuments commémoratifs en plus des tombes individuelles. Le corps de secours numéro 44 des femmes du commandant Robert Anderson, auxiliaire du poste 360 de la grande armée de la république du département de l'Indiana, a érigé un monument de pierre qui est consacrée le 30 mai 1889. Le monument, qui est créé par le tailleur de pierre d'Indianapolis James F. Needler, est situé près de l'extrémité sud du cimetière national. L'inscription sur sa face nord, se lit comme suit : « À la mémoire du mort inconnu qui est tombé au service de notre pays dans la guerre pour l'Union, A.D. 1861-1865, Aucun nom  pour nous permettre de connaître, Qui repose ci-dessous, Aucune date de décès, de naissance, Seules des herbes vague, Sur une butte de terre, Sur une tombe anonyme ». Deux autres monuments, l'un fait en fonte de l'artillerie sur un socle en béton, sont installés dans le cimetière national. Trois plaques de bronze sont installées sur le cimetière national avec des vers de « Bivouac of the Dead » de Theodore O Hara. Une autre plaque est gravée avec le texte de l'article 3 de la loi fédérale, approuvée le 22 février 1864, qui définit et protège les cimetières nationaux. Un mât de drapeau est installé à l'extrémité nord de la section 10 en 1938.